# Peter-und-Paul-Kirche (Michelfeld)

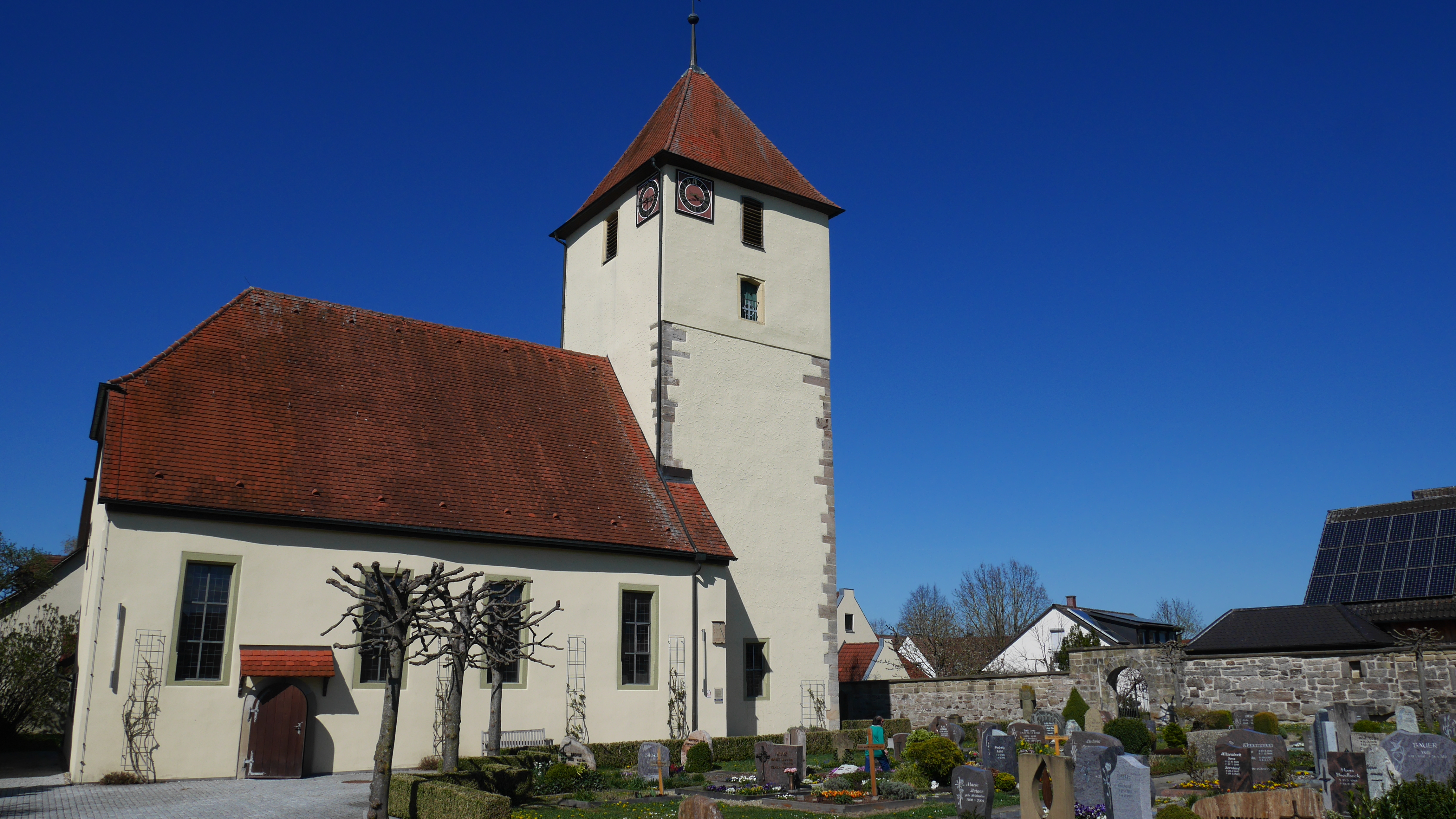
Michelfeld Peter und Paul Süd

Die evangelische Pfarrkirche Peter und Paul ist ein Kirchengebäude in Michelfeld im Landkreis Schwäbisch Hall, Baden-Württemberg. Der massiv gemauerte Turm stammt aus romanischer Zeit.

## Geschichte
Michelfeld wurde in fränkischer Zeit von der Stöckenburg (Vellberg) aus christianisiert. Möglicherweise gab es schon vor 800 eine Holzkirche. Der quadratische Chorturm der Wehrkirche mit einem Kreuzrippengewölbe datiert vor das Jahr 1200. Die Altarweihe 1282 deutet auf eine Erneuerung der Kirche Ende des 13. Jahrhunderts hin. Erhalten sind ein Wehrkirchhof mit Rundbogentor und Schießscharten.
Im 14. und 15. Jahrhundert entstanden Wandmalereien in der Kirche. 1606 erfolgte die Übermalung der Innenwände. 1889 wurde eine umfassende Innenrenovierung ausgeführt, bei der eine Pergamenturkunde gefunden wurde, aus der hervorgeht, dass der Altar am 18. Oktober 1282 geweiht wurde. Bei der Renovierung wurde eine neue Orgel eingebaut. 1970 wurde eine Elektroheizung installiert. 1980 erfolgte eine Außenrenovierung mit Dachinstandsetzung. 2009 wurde die Fassadensanierung des Kirchturms ausgeführt, mit Instandsetzung der Dachdeckung. 2011 erfolgte eine Fassadensanierung des Kirchenschiffs mit Sicherungsarbeiten am Westgiebel.
Die Kirchengemeinde gehört zur Gesamtkirchengemeinde Michelfeld-Gnadental-Neunkirchen im Kirchenbezirk Schwäbisch Hall der Evangelischen Landeskirche in Württemberg.